# Esquelbecq Military Cemetery
Esquelbecq Military Cemetery is een Britse militaire begraafplaats gelegen in de Franse gemeente Ekelsbeke in het Noorderdepartement. De begraafplaats ligt ongeveer één kilometer ten westen van de kerk. Ze werd ontworpen door Edwin Lutyens en wordt onderhouden door de Commonwealth War Graves Commission. Centraal aan de westkant staat het Cross of Sacrifice, aan de oostkant de Stone of Remembrance. 
Er worden 636 doden herdacht waarvan 579 uit de Eerste Wereldoorlog en 47 uit de Tweede Wereldoorlog. Zeven slachtoffers konden niet meer geïdentificeerd worden.

## Geschiedenis
Bij het begin van het Duitse lenteoffensief werd in april 1918 de begraafplaats gestart toen een Australisch en een Canadees veldhospitaal zich in Ekelsbeke installeerden. De begraafplaats bleef tot september van dat jaar in gebruik. Er liggen 569 Britten, 1 Canadees, 2 Australiërs, 4 Nieuw-Zeelanders, 1 Zuid-Afrikaan, 1 Indiër, 7 Duitsers en 3 Fransen begraven. Ook op de gemeentelijke begraafplaats van Ekelsbeke liggen twee Britse oorlogsgraven.
Ook in het begin van de Tweede Wereldoorlog werden hier gesneuvelden bijgezet. De meeste slachtoffers vielen bij de Duitse opmars van mei 1940 en de Britse terugtrekking naar Duinkerke. Vier slachtoffers waren bemanningsleden van een Britse bommenwerper die op 24 juni 1944 neerstortte. Een vijfde sneuvelde op 14 december 1943.

## Graven

### Onderscheiden militairen
- Herbert Musgrave, majoor bij de Royal Engineers werd onderscheiden met de Distinguished Service Order (DSO).
- Claude Quayle Lewis Penrose, majoor bij de Royal Garrison Artillery werd tweemaal onderscheiden met het Military Cross (MC and Bar).
- de kapiteins Maximillian Herbert Browne van de Royal Irish Rifles en Joseph Kendrick Venables van het New Zealand Medical Corps; luitenant John Norman William A. Procter van de Duke of Wellington's (West Riding Regiment) en onderluitenant Ernest Leonard Garvie van de Highland Light Infantry werden onderscheiden met het Military Cross (MC).
- compagnie sergeant-majoor Arthur Jones en de sergeanten Alfred Gittins en George Henry Hawkins werden onderscheiden met de Distinguished Conduct Medal (DCM).
- nog 22 militairen ontvingen de Military Medal (MM).

### Minderjarige militair
- John Leslie Fawcett, kanonnier bij de Royal Garrison Artillery was 17 jaar toen hij sneuvelde.

### Alias
- soldaat Harold Smith diende onder het alias W. Stevens bij het East Surrey Regiment.

### Gefusilleerde militair
- Soldaat George Hunter van het 2nd Bn. Durham Light Infantry werd wegens desertie gefusilleerd op 2 juli 1916. Hij was 25 jaar.[1]